# فيل ووسنام
فيل ووسنام (بالإنجليزية: Phil Woosnam)‏ هو لاعب كرة قدم ومدرب كرة قدم بريطاني في مركز الهجوم، ولد في 22 ديسمبر 1932 في Montgomeryshire ‏ في المملكة المتحدة، وتوفي في 19 يوليو 2013 في دنوودي في الولايات المتحدة بسبب سرطان البروستاتا وسرطان البنكرياس. شارك مع منتخب ويلز لكرة القدم. أما مع النوادي، فقد لعب مع أتلانتا تشيفز وأستون فيلا وساتون يونايتد ومانشستر سيتي ونادي ريكسهام ونادي ليتون أورينت ووست هام يونايتد.

## وصلات خارجية
- فيل ووسنام على موقع ناشيونال فوتبول تيمز (الإنجليزية)
- فيل ووسنام على موقع عالم كرة القدم.نت (الإنجليزية)